# Mijn beste vriendin Anne Frank
Mijn beste vriendin Anne Frank is een Nederlandse film uit 2021 die werd geregisseerd door Ben Sombogaart. De film is gebaseerd op het waargebeurde verhaal van Hannah Goslar (1928-2022) en Anne Frank en volgt hun vriendschap gedurende de Tweede Wereldoorlog. Het is (anno 2021) de enige Nederlandse bioscoopfilm over het leven van Anne Frank.  
De film ging op 6 september 2021 in première in Pathé Tuschinski in Amsterdam, een maand eerder dan oorspronkelijk gepland en een jaar voordat Hannah zou overlijden. In februari 2020 kocht Netflix de rechten om de film wereldwijd te vertonen.

## Synopsis
Hannah en Anne zijn beste vriendinnen vooraafgaand en ten tijde van het uitbreken van de Tweede Wereldoorlog. Ze gaan naar dezelfde school, beleven samen avonturen zoals alle jonge meisjes die beleven, op straat, in de klas en in de wederzijdse huizen. Wanneer de familie Frank onderduikt, verliezen ze elkaar uit het oog. In 1945 volgt een bijzondere ontmoeting tussen de twee meisjes in het concentratiekamp Bergen-Belsen. Hannah riskeert hier haar leven in de hoop haar ernstig verzwakte vriendin te helpen.
De film vertelt het verhaal vanuit de ogen van Hannah, waardoor Anne in de film, anders dan in de meeste andere films over haar leven, niet zozeer het symbool is van de Shoah, maar als een gewoon tienermeisje met alle daarbij behorende eigenschappen: zowel vriendelijk en innemend, maar ook af en toe uitgesproken kattig, bijvoorbeeld als Anne eerder in jongens geïnteresseerd raakt dan Hannah. Het eerste deel van de film is vooral een coming-of-age-drama waarna het verandert in een oorlogsdrama als beide meisjes zijn opgepakt en in 1945 in concentratiekamp Bergen-Belsen terecht zijn gekomen.

## Productie
De opnames begonnen in maart 2020 in een filmstudio in Boedapest waar een concentratiekamp was nagebouwd maar werden vanwege de coronapandemie stilgelegd. In juli 2020 gingen de opnames verder in de voormalige Jodenbuurt in Amsterdam.

## Ontvangst
De film werd wisselend ontvangen, en kreeg doorgaans tussen 2 en 4 van 5 sterren.
FilmTotaal schreef erover: "De realiteit van een tiener zo ondubbelzinnig neerzetten naast de realiteit van de Tweede Wereldoorlog is een overduidelijke handreiking naar een nieuwe generatie (...) Deze verbinding tussen nu en 1943 levert ijzersterke confrontaties op met hoe afgestompt je zelf kunt zijn voor de overbekende verschrikkingen van dit verhaal." Als kritekpunt op de film werd onder meer genoemd dat alle Duitsers alleen maar ontegenzeggelijk slecht zijn, een term als razzia als bekend wordt verondersteld en naar het Dagboek en Achterhuis wordt opzichtig maar zonder uitleg geknipoogd. "De drempel wordt daardoor voor een steeds groter wordend deel van het publiek onnodig moeilijk te nemen."
De film kreeg een maand na de première de Gouden Film Award, wat betekent dat er 100.000 bezoekers naar het oorlogsdrama zijn geweest.

## Rolverdeling
- Josephine Arendsen als Hannah Goslar
- Aiko Beemsterboer als Anne Frank
- Roeland Fernhout als Hans Goslar
- Lottie Hellingman als Ruth Judith Goslar
- Stefan de Walle als Otto Frank
- Björn Freiberg als Officier Bruno
- Zsolt Trill als Fritz
- Adél Jordán als Mária
- Tünde Szalontay als Éva
- Hans Peterson als Heinz